# Duviardia fishpooli
Duviardia fishpooli är en insektsart som beskrevs av Grunshaw 1990. Duviardia fishpooli ingår i släktet Duviardia och familjen gräshoppor. Inga underarter finns listade i Catalogue of Life.